# Bouteloua triaena
Bouteloua triaena är en gräsart som först beskrevs av Carl Bernhard von Trinius, och fick sitt nu gällande namn av Frank Lamson Scribner. Bouteloua triaena ingår i släktet Bouteloua och familjen gräs. Inga underarter finns listade i Catalogue of Life.